# Alang Alang (Tragah)
Alang Alang is een bestuurslaag in het regentschap Bangkalan van de provincie Oost-Java, Indonesië. Alang Alang telt 2758 inwoners (volkstelling 2010).